# أوتو كورنر
أوتو كورنر (بالألمانية: Otto Körner)‏ هو أستاذ جامعي ألماني، ولد في 10 مايو 1858 في فرانكفورت في ألمانيا، وتوفي في 1935.